# Erecella
Erecella is een geslacht van hooiwagens uit de familie Assamiidae.
De wetenschappelijke naam Erecella is voor het eerst geldig gepubliceerd door Roewer in 1935. 

## Soorten
Erecella omvat de volgende 9 soorten:
- Erecella basilewskyi
- Erecella biseriata
- Erecella brunnea
- Erecella flava
- Erecella lutea
- Erecella nigropicta
- Erecella signata
- Erecella transversalis
- Erecella walikaleana